# Marie de Coucy
Marie de Coucy (* April 1366 in Coucy; † 1405) war eine französische Adlige im 14. Jahrhundert. Sie war eine Tochter des Sire Enguerrand VII. de Coucy und der Prinzessin Isabelle, einer Tochter des Königs Eduard III. von England.
Marie wurde in Frankreich auf dem Stammsitz ihrer Familie geboren, wuchs aber hauptsächlich am englischen Königshof in London auf, wohin sich ihre Mutter immer wieder zurückzog sobald sich der Vater auf längere Kriegszüge in Europa aufmachte. Im Alter von zehn wurde sie in den Haushalt der Königin Johanna von Frankreich aufgenommen. Als älteste von drei Töchtern galt Marie als Alleinerbin des ungeteilten Besitzes des Sire de Coucy, der neben der Grafschaft Soissons auch die große Baronie Coucy mit ihrer mächtigen Burg und den fast 150 Gemeinden umfasste. 1383 wurde sie mit Heinrich von Bar, dem ältesten Sohn und Erben des Herzogs von Bar und Cousin des Königs Karl VI. von Frankreich, verheiratet. Zu diesem Anlass wurde sie von ihrem Vater mit den Burgherrschaften von Oisy und Marle als Mitgift ausgestattet. Um 1390 wurde ihr einziges Kind und Erbe, Robert von Bar, geboren.
Im Jahr 1396 beteiligten sich Maries Ehemann und Vater an dem Kreuzzug des Grafen Johann von Nevers gegen die Osmanen auf dem Balkan. Dabei gerieten sie aber in der Schlacht von Nikopolis in die Gefangenschaft des Sultans, in der ihr Vater ein Jahr später starb. Auch ihr Mann starb kurz darauf, bereits aus der Gefangenschaft entlassen, an der Pest. Mit ihrem unmündigen Sohn kam sie in eine prekäre Lage, da ihr Erbe Begehrlichkeiten Dritter weckte. Vor allem ihre Stiefmutter, Isabelle von Lothringen, beanspruchte die Hälfte des Erbes als Wittum, was Marie ihr bestritt. Beide Frauen führten deswegen in den folgenden Jahren gegeneinander mehrere Prozesse vor dem königlichen Parlament in Paris an, ohne dass darüber ein dauerhafter Kompromiss gefunden werden konnte. Der Versuch Königin Isabeaus, Marie mit ihrem Vater Herzog Stephan von Bayern zu verheiraten, rief den Widerstand des französischen Adels hervor, der die strategisch wichtige Baronie Coucy nicht in den Händen eines ausländischen Fürsten wissen wollte.
Der Bruder des Königs, Herzog Ludwig von Orléans, drängte daher im Jahr 1400 erfolgreich, wohl auch mit erpresserischen Mitteln und der eigenen Bereicherung dienend, Marie zum Verkauf von Coucy. Vereinbart wurden 400.000 livre als Kaufpreis und eine lebenslange Nutznießung an Coucy durch Marie. Der Herzog konnte Marie zu einer Erstattung der Hälfte des Preises bewegen, zahlte aber dennoch nur 60.000 livre aus. Um die restlichen Zahlungen ging Marie nun gegen den Herzog von Orléans gerichtlich vor, bis sie plötzlich um 1405 nicht ohne des „Verdachts des Giftmords“ starb.
Maries Sohn führte die Prozesse erfolglos fort. Letztlich verblieb Coucy im Besitz des Herzogs von Orléans und ging 1498 in königlichen Besitz über, als dessen Enkel als Ludwig XII. den Königsthron bestieg.